# Ixtlilton

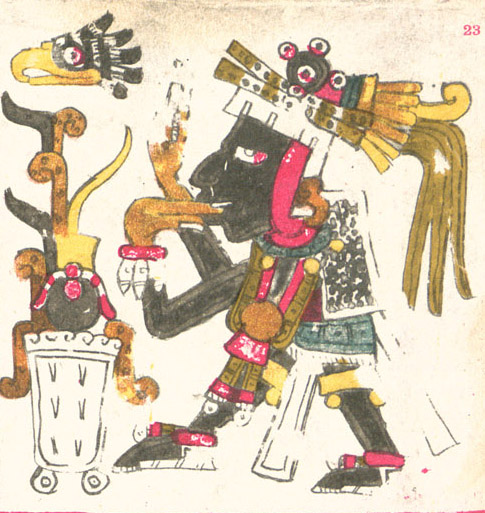
Afbeelding van Ixlilton in de Codex Borgia

Ixtlilton (De kleine zwarte) was in de Azteekse mythologie de Azteekse god van de medicijnen en genezing, en werd daarom soms gezien als de broer van Macuilxochitl, de god van voorspoed en geluk.